# Sugar (canción de System of a Down)
«Sugar»—en español: «Azúcar»— es un sencillo de la banda armenia-estadounidense de Heavy metal System of a Down. Se encuentra en el EP Sugar y también en su álbum debut, System of a Down. Daron Malakian y Shavo Odadjian compusieron la melodía de la canción, mientras que Serj Tankian escribió la letra del tema.
La canción aparece en el juego Madden NFL 10.

## Videoclip
En el Videoclip aparece un periodista llamado Eric Alost (nombre que al pronunciarlo suena como "America Lost", América perdida) que inicia dando una noticia sobre fuerzas de la OTAN bombardeando Serbia y Kosovo, diciendo que un hombre está siendo interrogado por el FBI dado a muertes relacionadas con un virus biológico y después sobre un perro en noticias locales. Rápidamente cambia a criticar al sistema y sensacionalismo, diciendo: "Desearía poder contarles más noticias pertinentes, pero estamos en un sistema guiado por el índice de audiencia, y la clave aquí es el "sensacionalismo". Te tienen corriendo en círculos, 9 a 5, (la tv tiene estática y la imagen reaparece) y de 5 a 9....ustedes son míos!! ¡Yo les cuento lo que ellos quieren que ustedes sepan, y ustedes lo consideran como la verdad! ¡Nadie está abriendo sus ojos! ¡Nuestra economía global está destruyendo el mundo donde vivimos y sus recursos naturales! ¿Y son felices? ¡Por favor! ¡Trabajo para el sistema!".
Posteriormente se cambia a una escena de la banda tocando en un escenario con una bandera estadounidense detrás. Al final cambia a una escena del FBI en un interrogatorio, refiriéndose a la noticia dicha en la introducción del video.
El video fue dirigido por Nathan Cox, también director de videos musicales como In the end, Down with the sickness, Little Sister entre otros.

## Listado de canciones
| CD, EP, Promo |                              |          |  |
| N.º           | Título                       | Duración |  |
| 1.            | «Sugar» (Album Version)      | 2:34     |  |
| 2.            | «Sugar» (Clean Version)      | 2:34     |  |
| 3.            | «Störagéd»                   | 1:20     |  |
| 4.            | «Sugar» (Live Version)       | 2:28     |  |
| 5.            | «War?» (Live Version)        | 2:49     |  |
| 6.            | «Sugar» (Clean Live Version) | 2:28     |  |
| 7.            | «War?» (Clean Live Version)  | 2:48     |  |